# 三業惑乱
三業惑乱（さんごうわくらん）は、江戸時代中期に浄土真宗本願寺派の教義をめぐって発生した大規模な紛争。宗派内で解決せず、最終的には江戸幕府の寺社奉行が介入するまでに発展し、本願寺派門主が寺社奉行の裁定を追認する形で決着した。西本願寺教団史上最大の異安心（異端）事件と評価されている。

## 経過

### 三業帰命説
三業惑乱の背景として、宝暦年間に「無帰命安心」という異安心が北陸中心に広まっており、本山の西本願寺がこれを牽制する必要があったことが挙げられる。無帰命安心は、十劫の昔に阿弥陀仏が成仏したときに、すでに衆生の救済も成就されているのだから、それを忘れないのが信心であるという説であったが、一面には「弥陀の救いをたのむ」という要素が乏しかった。1762年（宝暦12年）に、功存は同説を抑えるため、本山から越前福井御坊に赴いて主唱者の浄願寺龍養を糾明し、1764年（宝暦14年）にこの時の問答を『願生帰命弁』に著した。だが同書は、意業（心による）・口業（口による）・身業（体による）の三業を通して阿弥陀仏に救済を求め、それぞれの業に帰命の相が伴っていなければならないという自力的な要素を含む「三業帰命説」（三業安心説）の立場をとっていた。
功存は1769年（明和6年）から1796年（寛政8年）に死去するまで西本願寺学林第6代能化を務めたが、著書の『願生帰命弁』に対する批判は、すでに彼の存命中である1784年（天明4年）に興正寺学頭・大麟の『真宗安心正偽編』や、1781年（安永10年）に真宗大谷派・宝厳の『興復記』によりなされている。
そして、1797年（寛政9年）に西本願寺学林第7代能化に就任した智洞が、『無量寿経』の講説の中で三業帰命説を唱えたことで紛争が拡大していった。

### 古義派の批判
智洞は、全国の僧侶・門信徒が集まる法要のときにも、公然と三業帰命説を唱えたが、同説に不審を抱いた安芸の大瀛、河内の道隠など在野の学僧（古義派、正義派）が、智洞を代表とする学林（新義派、三業安心派）を批判した。
古義派は、「たのむ」と「信ずる」は同じであり、弥陀の誓願を間違いないと信じて頼りにすることを言っているのである（｢帰依信順の信楽｣）から、三業をそろえて頼むのは「自力」の所業であり、他力往生の教義に反する（一念帰命説）、という主張を行った。

### 混乱の拡大
三業帰命説をめぐる論争は各地で巻き起こり、とりわけ信仰に関わる問題であることから門徒の間に動揺が走った。1801年（享和元年）には示威行動に出る門徒も現れ、京都所司代から内々で注意を受ける事態になる。大瀛は同年5月に『横超直道金剛錍』を刊行したが、発禁処分となった。本山は混乱するだけで事態を収拾することができず、翌年1月には美濃国大垣藩の門徒の百姓たちが一揆の出で立ちで本山に詰め掛けようと河原に集結する事件が起こった。これを受け、大垣藩主・戸田氏教は百姓たちの動揺を静めるため、本山に対して宗旨を整えて門徒の不安を一掃するように要請した。しかし、何ら手段が講じられないまま7月に入ると、大垣藩の門徒は再び集まり、代官に鎮圧された。

### 江戸幕府の介入
戸田氏教は事件を江戸幕府に届け、7月の終わりには、江戸の築地御坊の輪番（江戸在住の本山の役僧）が寺社奉行・脇坂安董の役宅へ呼び出され、事情聴取された。幕府は従来、寺社に対して教義や宗門の紛争などは黙認する方針だったが、事態が一向一揆に似た不穏な状況に向かったため介入せざるを得なくなった。
脇坂安董は1802年（享和2年）11月、本願寺派本山に対し警告書を突き付けたため、本山は事態を収拾しようとして三業安心派の学林と対立するようになる。翌年の1803年（享和3年）1月、三業安心派の僧侶や門徒が本山に押し寄せ、安心（往生）に関わる権限を学林へ一任するよう強要し、槍を持って門主の室近くへ侵入する事件が起きた。
諸国の古義派の門徒はこれを全国に訴え、幾度も公開討論を申し込んだり、門主の権限回復を求めたが、本山はこれを黙殺した。同年2月に古義派は智洞の能化解任を求め、大瀛とそれを支持する石見の履善（りぜん）、京都の春貞（しゅんてい）、河内の道隠などが上洛して、本山に論戦を挑んだことで京都は騒然とした。学林は本山の休講措置を無視して安居講会を開こうとして古義・新義の2派が対立したため、本山はこの処置に窮して京都所司代に訴え、所司代により同年4月、京都二条城で大瀛・道隠と智洞の討論が行われることとなった。さらに所司代は、5月に智洞や大瀛をはじめ、騒動に関わった40人余りに入牢を命じ、翌1804年（文化元年）1月、幕府は智洞・道隠・大瀛らを江戸に護送し、両派と本願寺役人、越中からも闡郁と義霜とを江戸に召喚し、寺社奉行所で討論させた。5月に古義派の大瀛が築地本願寺で客死し、翌年には智洞も獄中で死去し、その他の者も遠島に処せられた。

### 寺社奉行の裁決
1806年（文化3年）7月11日、脇坂安董は三業帰命説を異安心であると判断し、本願寺派本山に対して宗門不取締の責を問い、100日の閉門処分を行った。閉門が解除された11月、門主の本如が『御裁断御書』を発表したことで宗門内の混乱も収束した。ただし、肥後熊本では聞信派（古義派）と三業派の対立が明治まで続いた。

## 在野・地方の勝利
三業惑乱は、承応の鬩牆・明和の法論とともに江戸時代を代表する浄土真宗の法論に数えられる。
これらの論争はいずれも在野の学僧と中央の教育機関である学林の学僧との間に展開されており、地方対中央という構図もとっていた。三業惑乱が他の2つの法論と異なるのは、承応・明和の法論では最終的に中央の学僧が勝利し、在野の学僧が敗れることで宗学の保持・教団の面目維持という点で論争の影響はあまりなかったのに対し、三業惑乱の場合は、本来ならば宗学を保持すべき中央の学僧、特に最高責任者である能化が説いた教義のために教団が大混乱に陥り、論争に決着が付かずに寺社奉行の裁定にまで発展してしまったことと、幕府の裁定により在野の学僧たちに勝利がもたらされたということである。

## 影響
- 西本願寺は事態の収束後、教学のトップで門主以上の権力を持っていた能化職を1807年（文化4年）に廃止し、1824年（文政7年）に任期1年の勧学職を置いた。
- 寺社奉行として事件を扱った脇坂安董は、真宗大谷派の碩学であった香月院深励の影響を受けて仏教教義に通暁していたこともあり、かなり踏み込んだ取り調べを行った。双方より聴聞を行って下した判決は名裁きであると、老中首座の松平信明からも賞されている。脇坂は一時失脚したが、寺社奉行に再任され、1837年（天保8年）には老中に昇進している。